# Пополжани (община Кичево)
 Тази статия е за селото в Кичевско, Северна Македония.  За селото в Леринско, Гърция вижте Попължани (дем Лерин).  
Пополжани или Попължани (на македонска литературна норма: Пополжани; на албански: Popollzhani) е село в община Кичево, в западната част на Северна Македония.

## География
Селото е разположено в областта Долна Копачка на десния бряг на река Треска (Голема).

## История
В XIX век Пополжани е чисто българско село в Кичевска каза на Османската империя. Параклисът „Света Богородица Пречиста“ е граден в началото на XIX век. В „Етнография на вилаетите Адрианопол, Монастир и Салоника“, издадена в Константинопол в 1878 година и отразяваща статистиката на населението от 1873 година, Пополжани (Popoljani) е посочено като село със 7 домакинства с 30 жители българи.
Според статистиката на Васил Кънчов („Македония. Етнография и статистика“) към 1900 година в Попължани живеят 120 българи-християни.
На Етнографската карта на Битолския вилает на Картографския институт в София от 1901 година Попължани е чисто българско село в Кичевската каза на Битолския санджак с 20 къщи.
Цялото село e под върховенството на Българската екзархия. По данни на секретаря на екзархията Димитър Мишев („La Macédoine et sa Population Chrétienne“) в 1905 година в Пополжани има 128 българи екзархисти.
Статистика, изготвена от кичевския училищен инспектор Кръстю Димчев през лятото на 1909 година, дава следните данни за Попължани:
| Домакинства | Гурбетчии | Грамотни | Грамотни | Грамотни | Неграмотни | Неграмотни | Неграмотни |
| Домакинства | Гурбетчии | мъже     | жени     | общо     | мъже       | жени       | общо       |
| ----------- | --------- | -------- | -------- | -------- | ---------- | ---------- | ---------- |
| 14          | 13        | 9        | 1        | 10       | 54         | 48         | 102        |

При избухването на Балканската война 4 души от Пополжани са доброволци в Македоно-одринското опълчение.
След Междусъюзническата война в 1913 година селото попада в Сърбия.
По време на българското управление на Вардарска Македония през Първата световна война Пополжани е част от Бръжданска община в Кичевска околия и има 139 жители.
Според преброяването от 2002 година селото има 109 жители – 108 македонци и 1 друг.
От 1996 до 2013 година селото е част от община Другово.

## Личности
Родени в Пополжани
- Андрея Спасенов, македоно-одрински опълченец, 38-годишен, хлебар, 2 рота на 4 битолска дружина[10]
- Иванчо, български революционер, деец на ВМОРО